# Buston (Ghafurow)
Buston (russisch Бустон; tadschikisch Бустон, persisch بوستان, früher Чкалов, Chkalovsk, Chkalov, Tschkalow, 契卡洛夫斯克.) ist eine Stadt im Norden von Tadschikistan. 2020 wurden 34.000 Einwohner in der Kernstadt und 36.900 mit den umliegenden Siedlungen angegeben.

## Geographie
Die Stadt liegt in der Provinz Sughd, zwischen den Städten Chudschand und Ghafurow. Buston ist direkt der Provinz unterstellt. Das Stadtgebiet von Guliston umfasst auch den Ort Palos.
Die Stadt liegt zwischen der Straße A 376 und dem Flughafen Chudschand (Фурудгоҳи Байналмилалии Хуҷанд). Im Westen bildet ein Höhenzug mit dem Tal des Flusses Kozy-Bagla (Казы-Багла) die Ortsgrenze.

## Geschichte
Aufgrund des Uran-Erzabbaus in der Nähe war Tschkalow bis zum Zusammenbruch der Sowjetunion eine geschlossene Stadt. Die erste Sowjetische Uranaufbereitungsanlage, das Leninabader chemische und Minenkombinat wurde in Tschkalow in den 1940ern angelegt.
Die Gwardijai millijii Dschumhuriji Todschikiston (Гвардияи миллии Ҷумҳурии Тоҷикистон, Nationalgarde) von Tadschikistan hat in der Stadt eine ihrer neuen Einheiten angesiedelt.
Am 1. Februar 2016 entschied die Regierung von Tadschikistan, Tschkalow in Buston (Бӯстон) umzubenennen. Laut der  russischen Nachrichtenagentur TASS war Buston die letzte Stadt in Tadschikistan mit einem russischen Namen.

## Söhne und Töchter der Stadt
- Serwin Sulejmanow (* 1980), ukrainischer Boxer[8]
- Lex Fridman (* 1983), US-amerikanischer Informatiker und Podcaster
- Kristina Pronschenko (* 1988), Sprinterin und Mehrkämpferin